# Mercado Inglés
El Mercado Inglés (en irlandés: An Margadh Sasanach; en inglés: English Market) comprende el mercado de la calle Princes y el mercado Grand Parade, se trata de un mercado de alimentos municipal en el centro de Cork, Irlanda. El mercado es administrado por el Ayuntamiento de Cork, El mercado está bien apoyado a nivel local y se ha convertido en una atracción turística. Atrae a turistas de todo el mundo, incluyendo una visita de la reina Isabel II durante su visita de Estado de 2011. El término mercado Inglés fue acuñado en el siglo XIX para distinguir el sitio del mercado de San Pedro en las inmediaciones (ahora el sitio que ocupa la Bodega en la calle Cornmarket), que se conoce como el mercado irlandés.